# Maarrat an-Numan
Maarrat an-Numan (arabiska: مَعَرَّةُ النُّعْمان), eller Maarrat al-Numan, är en stad i nordvästra Syrien. Den är den näst största staden i provinsen Idlib och hade 58 008 invånare vid folkräkningen 2004.
Det som gav staden Ma'arrat al-Nu'man betydelse och gjorde den attraktiv för forntida människor att bo i den var dess behagliga klimat och strategiska läge, särskilt dess närhet till kungariket Abla och dess läge mellan två viktiga kungadömen vid den tiden. tid, nämligen Apamea i sydväst och Qinnasrin norr om den, förutom de bördiga slätter och geologisk natur som staden utmärkte sig vid den.
Alla dessa faktorer gjorde staden Ma'arra till ett resmål för forntida människor som bosatte sig där och lämnade outplånliga spår i staden Ma'arras kärna var belägen på tre kullar (Bnasra, Mansour Pasha och Al-Fajl) och livet fortsatte. där fram till den klassiska eran, när stadens orsaker började växa och säkerhet och lugn rådde, så invånarna på de kullarna gick ner till den centrala slätten och etablerade sin nya stad (Maarat al-Numan) som senare blev poetens vagga. och filosofen Abu al-Ala al-Maari och andra. Dess berömmelse nådde städerna och dess civilisation blomstrade, så det nämndes av resenärer, forskaren och historiker.